# Coupe d'Angleterre de football 1970-1971
Navigation
Coupe d'Angleterre 1969-1970 Coupe d'Angleterre 1971-1972
La Coupe d'Angleterre de football 1970-1971 est la 90e édition de la Coupe d'Angleterre de football. Arsenal remporte sa quatrième Coupe d'Angleterre de football au détriment de Liverpool sur le score de 2-1 après prolongation, au cours d'une finale jouée dans l'enceinte du stade de Wembley à Londres. Cette victoire permet au club de faire le doublé en gagnant aussi le championnat.

## Quatrième tour
|           | Équipe 1             | Score | Équipe 2                | Date             |
| --------- | -------------------- | ----- | ----------------------- | ---------------- |
| 1         | Liverpool            | 3 - 0 | Swansea City            | 23 janvier 1971  |
| 2         | Rochdale             | 3 - 3 | Colchester United       | 23 janvier 1971  |
| rejoué    | Colchester United    | 5 - 0 | Rochdale                | 25 janvier 1971  |
| 3         | Leicester City       | 3 - 0 | Torquay United          | 25 janvier 1971  |
| 4         | Nottingham Forest    | 1- 1  | Orient                  | 23 janvier 1971  |
| rejoué    | Orient               | 0 - 1 | Nottingham Forest       | 1er février 1971 |
| 5         | West Bromwich Albion | 1 - 1 | Ipswich Town            | 23 janvier 1971  |
| rejoué    | Ipswich Town         | 3 - 0 | West Bromwich Albion    | 26 janvier 1971  |
| 6         | Derby County         | 2 - 1 | Wolverhampton Wanderers | 23 janvier 1971  |
| 7         | Everton              | 3 - 0 | Middlesbrough           | 23 janvier 1971  |
| 8         | Portsmouth           | 1 - 1 | Arsenal                 | 23 janvier 1971  |
| rejoué    | Arsenal              | 3 - 2 | Portsmouth              | 1er février 1971 |
| 9         | Hull City            | 2 - 0 | Blackpool               | 23 janvier 1971  |
| 10        | Carlisle United      | 2 - 3 | Tottenham Hotspur       | 23 janvier 1971  |
| 11        | Chelsea              | 0 - 3 | Manchester City         | 23 janvier 1971  |
| 12        | Cardiff City         | 0 - 2 | Brentford               | 23 janvier 1971  |
| 13        | Leeds United         | 4 - 0 | Swindon Town            | 23 janvier 1971  |
| 14        | York City            | 3 - 3 | Southampton             | 23 janvier 1971  |
| rejoué    | Southampton          | 3 - 2 | York City               | 1er février 1971 |
| 15        | Stoke City           | 3 - 3 | Huddersfield Town       | 23 janvier 1971  |
| rejoué    | Huddersfield Town    | 0 - 0 | Stoke City              | 26 janvier 1971  |
| 2d rejoué | Stoke City           | 1 - 0 | Huddersfield Town       | 8 février 1971   |
| 16        | Oxford United        | 1 - 1 | Watford                 | 23 janvier 1971  |
| rejoué    | Watford              | 1 - 2 | Oxford United           | 27 janvier 1971  |

## Cinquième tour
|        | Équipe 1          | Score | Équipe 2          | Date            |
| ------ | ----------------- | ----- | ----------------- | --------------- |
| 1      | Liverpool         | 1 - 0 | Southampton       | 13 février 1971 |
| 2      | Leicester City    | 1 - 1 | Oxford United     | 13 février 1971 |
| rejoué | Oxford United     | 1 - 3 | Leicester City    | 17 février 1971 |
| 3      | Everton           | 1 - 0 | Derby County      | 13 février 1971 |
| 4      | Tottenham Hotspur | 2 - 1 | Nottingham Forest | 13 février 1971 |
| 5      | Manchester City   | 1 - 2 | Arsenal           | 17 février 1971 |
| 6      | Hull City         | 2 - 1 | Brentford         | 13 février 1971 |
| 7      | Stoke City        | 0 - 0 | Ipswich Town      | 13 février 1971 |
| rejoué | Ipswich Town      | 0 - 1 | Stoke City        | 16 février 1971 |
| 8      | Colchester United | 3 - 2 | Leeds United      | 13 février 1971 |

## Quarts de finale
|        | Équipe 1          | Score | Équipe 2          | Date         |
| ------ | ----------------- | ----- | ----------------- | ------------ |
| 1      | Liverpool         | 0 - 0 | Tottenham Hotspur | 6 mars 1971  |
| rejoué | Tottenham Hotspur | 0 - 1 | Liverpool         | 16 mars 1971 |
| 2      | Leicester City    | 0 - 0 | Arsenal           | 6 mars 1971  |
| rejoué | Arsenal           | 1 - 0 | Leicester City    | 15 mars 1971 |
| 3      | Everton           | 5 - 0 | Colchester United | 6 mars 1971  |
| 4      | Hull City         | 2 - 3 | Stoke City        | 6 mars 1971  |

## Demi-finales
| 27 mars 1971 | Liverpool            | 2 - 1 | Everton  | Old Trafford, Manchester |                       |
|              | Evans 60e · Hall 75e |       | Ball 11e | Arbitrage : Ken Burns    | Arbitrage : Ken Burns |

| 27 mars 1971 | Arsenal           | 2 - 2 | Stoke City              | Hillsborough, Sheffield   |                           |
|              | Storey 90e (pen.) |       | Smith 21e · Ritchie 30e | Arbitrage : Pat Partridge | Arbitrage : Pat Partridge |

### Rejoué
| 31 mars 1971 | Arsenal                  | 2 - 0 | Stoke City | Villa Park, Birmingham    |                           |
|              | Graham 13e · Kennedy 47e |       |            | Arbitrage : Pat Partridge | Arbitrage : Pat Partridge |

## Finale
| Titulaires : |  |
| |  |
| 1 Ray Clemence · 2 Chris Lawler · 3 Alec Lindsay · 4 Tommy Smith (c) · 5 Larry Lloyd · 6 Emlyn Hughes · 7 Ian Callaghan · 8 Alun Evans · 9 Steve Heighway · 10 John Toshack · 11 Brian Hall · |  |
| Remplaçants : |  |
| 12 Peter Thompson · |  |
| Entraîneur : |  |
| Bill Shankly |  |

| Titulaires : |  |
| |  |
| 1 Bob Wilson · 2 Pat Rice · 3 Bob McNab · 4 Peter Storey · 5 Frank McLintock (c) · 6 Peter Simpson · 7 George Armstrong · 8 George Graham · 9 John Radford · 10 Ray Kennedy · 11 Charlie George · |  |
| Remplaçants : |  |
| 12 Eddie Kelly · |  |
| Entraîneur : |  |
| Bertie Mee |  |

| Titulaires : |  |
| |  |
| 1 Ray Clemence · 2 Chris Lawler · 3 Alec Lindsay · 4 Tommy Smith (c) · 5 Larry Lloyd · 6 Emlyn Hughes · 7 Ian Callaghan · 8 Alun Evans · 9 Steve Heighway · 10 John Toshack · 11 Brian Hall · |  |
| Remplaçants : |  |
| 12 Peter Thompson · |  |
| Entraîneur : |  |
| Bill Shankly |  |

| Titulaires : |  |
| |  |
| 1 Bob Wilson · 2 Pat Rice · 3 Bob McNab · 4 Peter Storey · 5 Frank McLintock (c) · 6 Peter Simpson · 7 George Armstrong · 8 George Graham · 9 John Radford · 10 Ray Kennedy · 11 Charlie George · |  |
| Remplaçants : |  |
| 12 Eddie Kelly · |  |
| Entraîneur : |  |
| Bertie Mee |  |

| Liverpool | Arsenal |